# 木部尚志
木部 尚志（きべ たかし、1964年 - ）は日本の政治学者。専門は政治思想史、政治理論。国際基督教大学教養学部教授。テュービンゲン大学社会科学博士（Dr. rer. soc.）。2022年-24年に政治思想学会代表理事。

## 経歴
福岡県生まれ。1986年国際基督教大学教養学部卒業。1988年早稲田大学大学院政治学研究科修士課程修了。1995年ドイツ・テュービンゲン大学で博士号取得。国際基督教大学学部時代は武田清子に歴史学を、千葉眞に政治思想史を学ぶ。大学院進学後は藤原保信に政治思想史を学ぶ。

## 著書

### 単著
- Frieden und Erziehung in Martin Luthers Drei-Stände-Lehre: ein Beitrag zur Klärung des Zusammenhangs zwischen Integration und Sozialisation im politischen Denken des frühneuzeitlichen Deutschlands（Peter Lang, 1996年）
- 『ルターの政治思想』（早稲田大学出版部, 2000年）
- 『平等の政治理論』（風行社, 2015年）

### 訳書
- デイヴィッド・マクレラン『イデオロギー』（昭和堂, 1992年）
- ロバート・エリクセン『第三帝国と宗教ーーナチスを支持した神学者たち』（風行社, 2000年）
- シェルドン・S・ウォリン『アメリカ憲法の呪縛』（みすず書房, 2006年）
- レオ・シュトラウス『リベラリズム　古代と近代』、（ナカニシヤ出版, 2006年）